# Há Luz
Há Luz é o terceiro álbum de estúdio da Banda Raízes, lançado em 1996.
O álbum contou com a participação de engenheiros de som de alto nível, como Renato Luiz (RJ), profissional requisitado por inúmeros artistas de projeção nacional como Xuxa, Roupa Nova, Paralamas do Sucesso, Fábio Júnior, Fanzine, entre outros). O disco ainda teve a participação de Serginho, vocalista e baterista do Roupa Nova, que canta a 4ª faixa do trabalho, intitulada Estrelas.
O álbum também foi lançado com duas capas distintas.

## Faixas
1. Há Luz
2. Nova Vida
3. Sou Feliz
4. Estrelas
5. Jesus Cristo mudou meu Viver
6. A uma Voz
7. Diva
8. Depende de Você
9. Caminho Certo
10. Salmo 148
11. Recado